# Altstadt (Gemarkungen)

Lage der Gemarkung Altstadt I in Dresden, süd- und östlich davon Altstadt II

Altstadt I und Altstadt II sind zwei Gemarkungen des Stadtkerns von Dresden. In ihnen sind weitestgehend jene linkselbischen Flurgebiete vereinigt, die schon vor den großen Eingemeindungswellen des 19. und 20. Jahrhunderts zu Dresden gehörten.

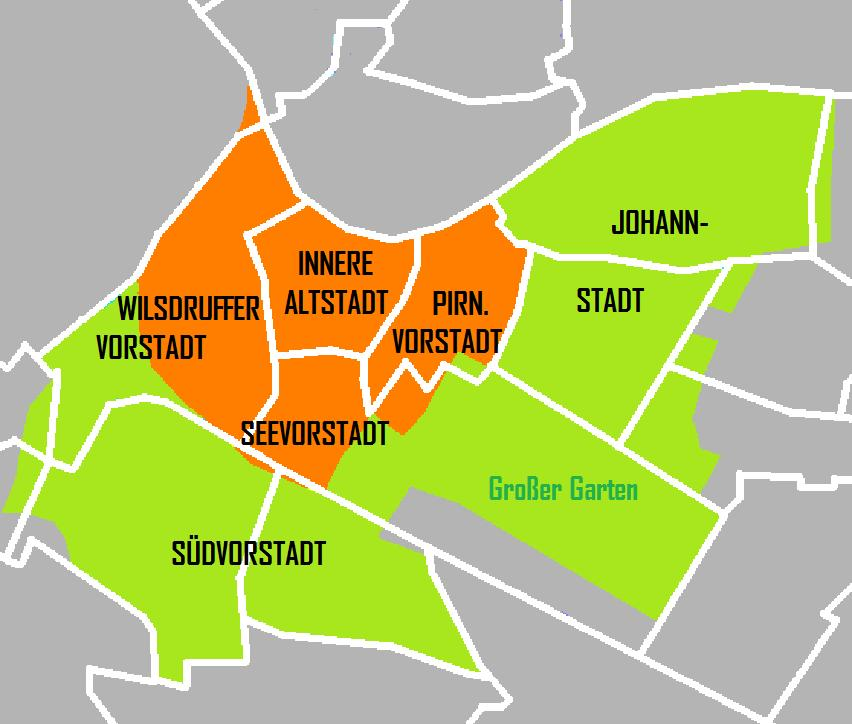
Die Gemarkungen Altstadt I (orange) und Altstadt II (grün) mit den Grenzen der statistischen Stadtteile (weiß) und den Stadtteilnamen

Sie dehnen sich über den historischen Stadtkern hinaus auch auf Teile der Dresdner Vorstädte aus und zählen gemeinsam mit der Gemarkung Neustadt zu den flächenmäßig größten Gemarkungen der sächsischen Landeshauptstadt. Während sich fast alle anderen Stadtteile in eigenen Gemarkungen befinden, bestehen Altstadt I und Altstadt II aus mehreren Stadtteilen. So umfasst die Gemarkung Altstadt I, die im Wesentlichen komplett innerhalb des 26er Rings liegt, neben der Inneren Altstadt auch die innere Wilsdruffer Vorstadt sowie die westliche Seevorstadt einschließlich der Prager Straße und die Pirnaische Vorstadt.
Zur Gemarkung Altstadt II hingegen gehören die Südvorstadt und die Johannstadt sowie die östliche Seevorstadt mit dem Großen Garten und die äußere Wilsdruffer Vorstadt (Bereich Papiermühlengasse/ehemaliger Kohlenbahnhof). Die Grenze zwischen beiden Gemarkungen verläuft zunächst entlang der Ammonstraße bis zum Wiener Platz, von dort über die St. Petersburger Straße nach Norden bis etwa zum Georgplatz sowie anschließend über die Bürgerwiese und zwischen Güntzwiesen und Blüherpark hindurch in Richtung Straßburger Platz. Von dort zieht sie wieder entlang des 26er Rings nach Norden bis zur Albertbrücke. Das Gebiet der beiden Altstädter Gemarkungen reicht somit von der Nossener Brücke im Westen bis zum Universitätsklinikum Carl Gustav Carus im Osten sowie von der Marienbrücke im Norden bis zum Campus der Technischen Universität im Süden.
Angrenzende Gemarkungen sind die Friedrichstadt im Nordwesten, Löbtau im Westen, Plauen im Südwesten, Räcknitz und Zschertnitz im Süden, Strehlen im Südosten sowie Gruna, Striesen und Blasewitz im Osten. In allen Fällen handelt es sich dabei um ehemalige Nachbardörfer und spätere Vororte Dresdens. Nördlich benachbart liegen bereits auf der rechten Elbseite die Gemarkung Neustadt mit der Inneren Neustadt, der Leipziger Vorstadt und der Radeberger Vorstadt sowie auf einem kurzen Abschnitt auch Loschwitz.
Als Gemarkungen haben Altstadt I und II vorwiegend Bedeutung für das Katasterwesen. Der Grund für die Aufteilung der Altstadt auf zwei Gemarkungen liegt darin, dass die in Dresden übliche Durchnummerierung aller Flurstücke einer Gemarkung mit maximal vierstelligen Zahlen bei der Vielzahl der einzelnen Grundstücke in der Altstadt nicht ausgereicht hätte.
Für die Zwecke der Kommunalstatistik wurden 1992 im gesamten Stadtgebiet, d. h. auch auf dem Gebiet der beiden Altstädter Gemarkungen, zunächst eine Vielzahl statistischer Bezirke gebildet, die jeweils übergeordnet in einem weiteren Schritt zu statistischen Stadtteilen zusammengefasst wurden. Dabei beachtete man auch hier die Gemarkungsgrenzen weder bei der Bildung der statistischen Bezirke, noch bei der der Stadtteile; sie orientieren sich in der Regel direkt an Straßengrenzen.
Die statistischen Stadtteile in den beiden Gemarkungen sind neben der Inneren Altstadt und der Pirnaischen Vorstadt die Wilsdruffer Vorstadt/Seevorstadt-West, die Seevorstadt-Ost/Großer Garten sowie die Johannstadt-Nord und -Süd, die gemeinsam mit der nicht zu den Gemarkungen gehörigen Friedrichstadt den Stadtbezirk Altstadt bilden.
In der Gemarkung Altstadt II liegen darüber hinaus die statistischen Stadtteile Südvorstadt-Ost und -West, die sich verwaltungstechnisch bereits im Stadtbezirk Plauen befinden. Weitere, kleinere Teile der Altstädter Gemarkungen gehören ebenfalls nicht zum Stadtbezirk Altstadt: Dies betrifft insbesondere den äußersten Westen der Gemarkung Altstadt II, der bereits zu den statistischen Stadtteilen Löbtau-Nord und -Süd und somit zum Stadtbezirk Cotta zählt, sowie die südöstliche Johannstadt, die als Teil von Striesen-Süd bereits dem Stadtbezirk Blasewitz zugeordnet ist.